# Naukova (stanice metra v Charkově)
Naukova (ukrajinsky Наукова) je stanice charkovského metra na Oleksijivské lince.

## Charakteristika
Stanice je trojlodní, obklad pilířů je z bílého mramoru a obklad kolejové zdi je z hnědého marmoru. Je to druhá dvoupatrová stanice, po stanici Universytet, do druhého patra přistup není umožněn, sídlí zde kanceláře metra.
Stanice má dva vestibuly, ústící na prospekt Nauky.